# Kovács-palota (Arad)
Az aradi Kovács-palota műemlék épület Romániában, Arad megyében. A romániai műemlékek jegyzékében az AR-II-m-B-00533 sorszámon szerepel.